# Oldenburg (Indiana)
Pour les articles homonymes, voir Oldenburg.
La ville américaine d’Oldenburg est située dans le comté de Franklin, dans l’Indiana. Lors du recensement de 2010, sa population s’élevait à 674 habitants.